# Flughafen Tambacounda

i7
i11
i13
Der Flughafen Tambacounda (französisch Aéroport de Tambacounda, IATA-Code: TUD, ICAO-Code: GOTT) ist ein Flughafen außerhalb der Stadt Tambacounda in der Region Tambacounda im Südosten des Senegal.
Der Flughafen wird von der Regierung Senegals für die zivile Luftfahrt betrieben. Er liegt an der Nationalstraße N7 rund fünf Kilometer südöstlich des Stadtzentrums.

## Zwischenfälle
- Am 1. Februar 1997 kam es an einer Hawker Siddeley HS 748-353 2A der Air Sénégal (Luftfahrzeugkennzeichen 6V-AEO) kurz nach dem Abheben vom Flughafen Tambacounda zu Triebwerksproblemen. Die schwer beladene Maschine stürzte 100 Meter hinter dem Startbahnende ab. Von den 52 Insassen kamen 23 ums Leben, alle drei Besatzungsmitglieder und 20 der 49 Passagiere.[4]